# Antonello Moroni
Antonello Moroni (Savignano di Romagna, 1889 – Gatteo, 1929) è stato un pittore e xilografo italiano, considerato appartenente alla scuola forlivese.

## Biografia
Dopo gli studi accademici, compiuti a Firenze, e un lungo periodo di inattività per malattia, collaborò con Adolfo De Carolis, suo maestro, agli affreschi dell'aula magna dell'Università di Pisa e a quelli per il Palazzo del Podestà di Bologna. Da De Carolis derivò sia l'ispirazione Liberty che la scelta della xilografia come principale mezzo d'espressione. In qualità di incisore, cominciò presto a collaborare con la casa editrice Zanichelli di Bologna, per la quale produsse - oltre a copertine di libri e fregi - le illustrazione di classici come l'Iliade, l'Odissea e l'Eneide. Tra le opere più interessanti di Moroni vanno ricordate le illustrazioni per i Racconti mitologici ai bambini di Paola Fumagalli (1922) e quelle per I canti di Mèlitta di Giuseppe Lipparini (1925).

## Ex libris
Moroni fu particolarmente apprezzato come autore di ex libris xilografici, opere di piccolo e talora minuscolo formato nelle quali dette prova di una straordinaria padronanza della tecnica, di grande capacità di sintesi e di notevole inventiva. Si veda, per esempio, l'ex libris per l'architetto Luigi Angelini. Sue opere sono conservate in musei e pinacoteche, biblioteche e raccolte private, a cominciare dal Museo Civico di Forlì. Infatti, la vedova donò agli Istituti Artistici e Culturali di Forlì tutto il materiale artistico dello studio di Moroni (31 luglio 1953).